# Liste der Mitglieder des Provinziallandtags der Provinz Westfalen (4. Sitzungsperiode)
Diese Liste gibt einen Überblick über die Mitglieder des Provinziallandtags der preußischen Provinz Westfalen in der vierten Sitzungsperiode 1833. Die Wahldauer betrug sechs Jahre. Alle drei Jahre wurde die Hälfte der Abgeordneten neu gewählt.

## Abgeordnete
| Kurie                        | Wahlbezirk          | Wahlkreis                                            | Abgeordneter                                                 | Anmerkung                                              |
| ---------------------------- | ------------------- | ---------------------------------------------------- | ------------------------------------------------------------ | ------------------------------------------------------ |
| Stand der Herren und Fürsten | ./.                 | Salm-Salm                                            | Florentin zu Salm-Salm                                       | Vertreten durch August Freiherr von Nagel-Doornick     |
| Stand der Herren und Fürsten | ./.                 | Salm-Horstmar                                        | Fürst Wilhelm Friedrich zu Salm-Horstmar                     | Vertreten durch Clemens Freiherr von Oer               |
| Stand der Herren und Fürsten | ./.                 | Herzog von Croy                                      | Alfred von Croÿ                                              | Vertreten durch Florens von Bockum-Dolffs              |
| Stand der Herren und Fürsten | ./.                 | Bentheim-Tecklenburg                                 | Fürst Emil Friedrich I. von Bentheim-Tecklenburg             | Vertreten durch General Karl von Müffling genannt Weiß |
| Stand der Herren und Fürsten | ./.                 | Sayn-Wittgenstein-Wittgenstein                       | Fürst Friedrich Karl zu Sayn-Wittgenstein-Hohenstein         |                                                        |
| Stand der Herren und Fürsten | ./.                 | gräflich von Westphalensche Güter                    | Graf Clemens August von Westphalen zu Fürstenberg            |                                                        |
| Ritterschaft                 | Minden-Ravensberg   | ./.                                                  | Karl von der Horst                                           | zu Haldem, Landtagsmarschall                           |
| Ritterschaft                 | Minden-Ravensberg   | ./.                                                  | Graf Franz von Korff gen. Schmising-Kerssenbrock             | zu Brimcke                                             |
| Ritterschaft                 | Paderborn           | ./.                                                  | Werner Freiherr von Harthausen                               | Regierungsrat zu Appenburg                             |
| Ritterschaft                 | Paderborn           | ./.                                                  | Georg Freiherr von Hattorff                                  | zu Peckelsheim                                         |
| Ritterschaft                 | Paderborn           | ./.                                                  | Friedrich Freiherr von Oeyenhausen                           | zu Grevenburg                                          |
| Ritterschaft                 | Herzogtum Westfalen | ./.                                                  | Friedrich Wilhelm von Schorlemer                             | zu Heringshausen                                       |
| Ritterschaft                 | Herzogtum Westfalen | ./.                                                  | Dietrich Graf von Bocholtz-Alme                              | zu Alme                                                |
| Ritterschaft                 | Herzogtum Westfalen | ./.                                                  | Engelbert Matthias Freiherr von Hörde                        | zu Schwarzenraben                                      |
| Ritterschaft                 | Mark                | ./.                                                  | Emil von Berswordt-Wallrabe                                  | zu Weitmar                                             |
| Ritterschaft                 | Mark                | ./.                                                  | Clemens von Lilien-Borg                                      | zu Borg                                                |
| Ritterschaft                 | Mark                | ./.                                                  | Gisbert von Bodelschwingh-Plettenberg                        | zu Velmede                                             |
| Ritterschaft                 | Mark                | ./.                                                  | Carl von Bodelschwingh                                       | zu Heide                                               |
| Ritterschaft                 | Mark                | ./.                                                  | Engelbert von Landsberg-Velen und Steinfurt                  | zu Drensteinfurt                                       |
| Ritterschaft                 | Ost-Münster         | ./.                                                  | Maximilian Frederik Hendrik von Korff gen. Schmising         | Kammerherr zu Lette                                    |
| Ritterschaft                 | Ost-Münster         | ./.                                                  | Johann Matthias Graf von Galen                               | Erbkämmerer                                            |
| Ritterschaft                 | Ost-Münster         | ./.                                                  | Ferdinand Graf von Merveldt                                  | Regierungsrat                                          |
| Ritterschaft                 | Ost-Münster         | ./.                                                  | Werner-Constantin Freiherr von Droste zu Hülshoff            |                                                        |
| Ritterschaft                 | West-Münster        | ./.                                                  | Maximilian Graf Droste zu Vischering                         | Erbdrost                                               |
| Ritterschaft                 | West-Münster        | ./.                                                  | Ignaz von Landsberg-Velen und Gemen                          | zu Vehlen                                              |
| Ritterschaft                 | West-Münster        | ./.                                                  | Carl Freiherr von Merode                                     | zu Hammeren                                            |
| Städte                       | Minden-Ravensberg   | Stadt Minden                                         | Friedrich Wilhelm Seidel (Seydel)                            | aus Minden                                             |
| Städte                       | Minden-Ravensberg   | Stadt Bielefeld                                      | Arnold Friedrich Crüwell                                     | Kaufmann aus Bielefeld                                 |
| Städte                       | Minden-Ravensberg   | Stadt Herford und Vlotho                             | Christian Petermann                                          | Kaufmann aus Herford                                   |
| Städte                       | Minden-Ravensberg   | übrige Städte                                        | Ernst Höpfer                                                 | Kaufmann aus Bünde                                     |
| Städte                       | Paderborn           | Höxter                                               | Franz Everken                                                | Kaufmann aus Paderborn                                 |
| Städte                       | Paderborn           | übrige Städte                                        | Koch                                                         | Stadtrat aus Warburg                                   |
| Städte                       | Herzogtum Westfalen | Stadt Siegen                                         | Johannes Oechselhäuser                                       | Papierfabrikant aus Siegen                             |
| Städte                       | Herzogtum Westfalen | Stadt Hamm und Arnsberg                              | Franz Joseph Dröge                                           | Justizkommissar aus Arnsberg                           |
| Städte                       | Herzogtum Westfalen | übrige Städte                                        | Georg Köster                                                 | Amtsschreiber zu Medebach                              |
| Städte                       | Mark                | Iserlohn                                             | Gustav Milchsack                                             | Rentier und Fabrikbesitzer zu Iserlohn                 |
| Städte                       | Mark                | Stadt Dortmund                                       | Wilhelm Brügmann                                             | Bürgermeister aus Dortmund                             |
| Städte                       | Mark                | Soest und Lippstadt                                  | Friedrich von Viehbahn                                       | Land- und Stadtgerichtsdirektor in Soest               |
| Städte                       | Mark                | Hagen, Altena und Schwelm                            | Eduard Funke                                                 | Kaufmann in Hagen                                      |
| Städte                       | Mark                | übrige Städte                                        | Friedrich Pröbsting                                          | aus Kamen                                              |
| Städte                       | Ost-Münster         | Münster                                              | Johann Hermann Hüffer                                        | Buchhändler und Stadtrat zu Münster                    |
| Städte                       | Ost-Münster         | Münster                                              | Ignatz Goessen                                               | Kammersekretär in Münster                              |
| Städte                       | Ost-Münster         | Recklinghausen, Dorsten, Rheine, Coesfeld, Stadtlohn | Bernardinus Krauthausen                                      | Apotheker zu Coesfeld                                  |
| Städte                       | West-Münster        | übrige Städte                                        | Caspar Adolph Winters                                        | Kaufmann aus Borken                                    |
| Landgemeinden                | Minden-Ravensberg   | Kreis Minden                                         | Ludwig Meyer                                                 | Landwirt in Südhemmern                                 |
| Landgemeinden                | Minden-Ravensberg   | Kreis Rahden                                         | Dietrich Conrad Hovemeyer                                    | Landwirt in Nettestädt                                 |
| Landgemeinden                | Minden-Ravensberg   | Kreise Bünde und Herford                             | Johann Henrich Meyer                                         | Landwirt in Holsen                                     |
| Landgemeinden                | Minden-Ravensberg   | Kreise Bielefeld, Halle und Wiedenbrück              | Verläger (Verleger)                                          | Landwirt in Niehorst                                   |
| Landgemeinden                | Paderborn           | Kreise Paderborn und Büren                           | Joseph Höcken                                                | Ortsbeamter in Kirchborchen                            |
| Landgemeinden                | Paderborn           | Kreise Brackel, Warburg und Höxter                   | Franz-Joseph Derenthal                                       | Landwirt in Cörbecke                                   |
| Landgemeinden                | Herzogtum Westfalen | Kreise Lippstadt und Brilon                          | Geisbertz                                                    | Justizamtmann in Brilon                                |
| Landgemeinden                | Herzogtum Westfalen | Kreise Wittgenstein, Siegen und Olpe                 | Johann Jacob Weber                                           | Gutsbesitzer zu Stachelbauerhütte                      |
| Landgemeinden                | Herzogtum Westfalen | Kreise Arnsberg und Eslohe                           | Franz Anton Thüsing                                          | Landrat in Brenschede                                  |
| Landgemeinden                | Mark                | Kreise Soest und Hamm                                | Caspar Heinrich Theodor Schulze Neuhoff gen. Schulze Dellwig | zu Dellwig                                             |
| Landgemeinden                | Mark                | Kreise Dortmund und Bochum                           | Johann Theodor Lange                                         | Landwirt in Leithe                                     |
| Landgemeinden                | Mark                | Kreise Iserlohn und Altena                           | Johann Caspar Brüninghaus                                    | Kaufmann zu Bruninghausen                              |
| Landgemeinden                | Mark                | Kreis Hagen                                          | Friedrich Harkort                                            | Kaufmann zu Wetter                                     |
| Landgemeinden                | Ost-Münster         | Kreis Tecklenburg                                    | Johann Rudolf Wulff                                          | Landwirt in Lotte                                      |
| Landgemeinden                | Ost-Münster         | Kreis Warendorf und Beckum                           | Brüning                                                      | Bürgermeister zu Enniger                               |
| Landgemeinden                | Ost-Münster         | Kreis Münster                                        | Johann Christian Biederlack                                  | Kaufmann, Kommerzienrat und Beigeordneter zu Greven    |
| Landgemeinden                | Ost-Münster         | Kreis Münster                                        | Schulte-Forkenbeck                                           | Landwirt zu Lüdingshausen                              |
| Landgemeinden                | West-Münster        | Kreis Recklinghausen                                 | Franz Anton Bracht                                           | Regierungsrat zu Dillenburg                            |
| Landgemeinden                | West-Münster        | Kreise Borken und Ahaus                              | Anton Schulte-Tangerding                                     | Landwirt im Kirchspiel Bochold                         |
| Landgemeinden                | West-Münster        |                                                      | Schulte-Berning                                              | Landwirt zu Dülmen                                     |